# هاريسون لي فينتر
هاريسون لي فينتر (بالإنجليزية: Harrison Lee Winter)‏ هو قاضي ومحامي أمريكي، ولد في 18 أبريل 1921 في بالتيمور في الولايات المتحدة، وتوفي في 10 أبريل 1990.